# 1075
سنة 1075 كانت سنة بسيطة تبدأ يوم الخميس (الرابط يظهر نموذج التقويم الكامل للسنة) من التقويم اليولياني.

## مواليد

### آسيا
- الزمخشري، عالم مسلم ونسابة

### أوروبا
- أديلايد ديل فاستو، ملكة القدس
- أورديريك فيتاليس، مؤرخ إنجليزي
- بياتريس ملكة قشتالة
- تانكرد، زعيم نورماني، فارس وقائد صليبي، حاكم أنطاكية
- لوثر الثالث، دوق ساكسونيا ثم ملك ألمانيا ثم الإمبراطور الروماني المقدس
- يهوذا اللاوي، طبيب وفيلسوف و شاعر أندلسي

## وفيات

### آسيا
- عبد الله القائم بأمر الله، الخليفة العباسي السادس والعشرون
- علي الباخرزي، شاعر وأديب وكاتب
- علي بن أحمد النسوي، رياضي من خراسان
- محمود بن نصر المرداسي، سادس أمير من المرداسيون أمراء حلب

### أوروبا
- ابن وافد، وزير وطبيب أندلسي
- آن الكييفية، أميرة من كييف، ملكة الفرنجة
- المأمون بن ذي النون، حاكم طليطلة في عصر ممالك الطوائف بالأندلس